# Přemysl Hainý
Přemysl Hainý (auch Přemysl Hajný; * 18. Dezember 1925 in Prag; † 24. Oktober 1993) war ein tschechoslowakischer Eishockeyspieler und -trainer.  

## Karriere
Přemysl Hainý begann seine Karriere als Eishockeyspieler beim SK Viktoria Malý Břevnov, für den er von 1940 bis 1943 aktiv war. Anschließend verbrachte er drei Jahre bei Slavia Prag, ehe er von 1946 bis 1948 für den LTC Prag aus der 1. Liga, der höchsten tschechoslowakischen Spielklasse, auflief. Mit dem LTC gewann er in den Jahren 1947 und 1948 jeweils den nationalen Meistertitel. Von 1948 bis 1950 lief er für ATK Prag auf und gewann mit der Mannschaft in der Saison 1949/50 ebenfalls den Meistertitel. Aufgrund einer angeblich geplanten Flucht aus der Tschechoslowakei erhielt er eine einjährige Haftstrafe. Nachdem er diese abgesessen hatte, spielte er in der Saison 1951/52 für Baník SONP Kladno aus der 1. Liga. Von 1952 bis 1956 stand er für Tatra Smíchov auf dem Eis, ehe er ebenfalls vier Jahre lang für seinen Ex-Klub aus Kladno spielte. Zuletzt trat er in der Saison 1961/62 für den TJ Ruzyň an. 
Als Trainer war Hainý zunächst von 1962 bis 1965 für ČSA Ruzyně tätig. Anschließend verbrachte er drei Spielzeiten beim Genève-Servette HC aus der Schweiz, ehe er von 1969 bis 1972 Sparta ČKD Prag betreute. In der Saison 1973/74 war er Cheftrainer bei Veronika Den Haag in der niederländischen Eredivisie. Zuletzt stand er von 1975 bis 1978 bei HDD Olimpija Ljubljana hinter der Bande. 

### International
Für die Tschechoslowakei nahm Hainý an den Olympischen Winterspielen 1948 in St. Moritz sowie der Weltmeisterschaft 1949 teil. Bei den Winterspielen 1948 gewann er mit seiner Mannschaft die Silber-, bei der Weltmeisterschaft 1949 die Goldmedaille. Bei beiden Turnieren wurde die Tschechoslowakei als bestes europäisches Team zudem Europameister. In 27 Länderspielen erzielte er sieben Tore.

## Erfolge und Auszeichnungen
- 1947 Tschechoslowakischer Meister mit LTC Prag
- 1948 Tschechoslowakischer Meister mit LTC Prag
- 1950 Tschechoslowakischer Meister mit ATK Prag
- 1959 Tschechoslowakischer Meister mit Baník SONP Kladno

### International
- 1948 Silbermedaille bei den Olympischen Winterspielen
- 1949 Goldmedaille bei der Weltmeisterschaft